# جمعية محبي العلوم بباريس
جمعية محبي العلوم بباريس (SPP) أو الجمعية الفيلوماتية هي جمعية علمية فلسفية متعددة التخصصات أُنشِأت في 10 ديسمبر عام 1793 على يد المهندس الزراعي أوجستين فرانسوا دي سلفستر [الفرنسية] وعالم المعادن ألكسندر برونيار [الإنجليزية]. تكونت من عدد مختار من الأعضاء المنتخبين، وشعارها هو «الدراسة والصداقة». والجمعية تمثل مرحلة قبل دخول أكاديمية العلوم عن طريق نشر إنتاج أعضائها العلمي، لا سيما من خلال نشر دوريتها الشهرية.

## تاريخها
جعل إغلاق أكاديمية العلوم بقرار المؤتمر الوطني الفرنس بتاريخ 8 أغسطس عام 1793 الجمعية الفيلوماتية في باريس المنفذ الوحيد للنشر العلمي من وقتها حتى إعادة فتح الأكاديمية تحت اسم معهد فرنسا، في 3 برومير السنة الرابعة (نوفمبر 1795)، واستئناف منشوراتها. بلغ عدد أعضاء المجتمع الفيلوماتي 70 عضوا عام 1797، بعدها تم تقييد عدد الأعضاء ل 50 عضوا فقط وانتخاب الأعضاء عن طريق الاستبدال فقط.
من بين أشهر علماء الجمعية: لافوازييه، وجان بابتيست دي لامارك، وجاسبارد مونج، وبيير سيمون دي لابلاس، وجورج كوفييه، ولويس جوزيف جاي لوساك، وأندريه ماري أمبير، وأوغستين لويس كوشي، وأوغستين فريسنل، كلود برنارد، مارسيلان بيرتيلو، جان بابتيست بيو، لويس باستور، سيميون بواسون، هنري بيكريل، تيودور مونو وغيرهم
بعد الحرب العالمية الثانية قل نشاطها بصورة كبيرة، وفي عام 1971 تغير الوضع القانوني للجمعية وتعرف الآن على أنها ذات منفعة عامة.

## روابط خارجية
- http://www.philomathique.paris/

## للاستزادة
- André Thomas (1990). La Société philomathique de Paris et deux siècles d’histoire de la Science en France, Presses universitaires de France (Paris): vi + 154 p. (ردمك 2-13-043430-4)